# Petaliaeschna
Genre
Petaliaeschna est un genre de libellules de la famille des Æshnidae (sous-ordre des Anisoptères, ordre des Odonates).

## Liste d'espèces
Selon BioLib (14 décembre 2020) :
- Petaliaeschna corneliae Asahina, 1982
- Petaliaeschna flavipes Karube, 1999
- Petaliaeschna fletcheri Fraser, 1927
- Petaliaeschna lieftincki Asahina, 1982
- Petaliaeschna pinratanai Yeh, 1999
- Petaliaeschna tomokunii Karube, 2000